# ترمس قزم
الترمس القزم (باللاتينية: Lupinus nanus) نوع نباتي يتبع جنس الترمس من الفصيلة البقولية المعروفة بقدرتها على تثبيت النيتروجين الجوي من خلال بكتيريا المستجذرة.
موطنه ولاية نيفادا ومناطق من ولايتي أوريغون وكاليفورنيا الأمريكية.

## الوصف النباتي
أوراقه مركبة كفية، تضم كل واحدة منها عدة وريقات.